# Schirrhoffen
Schirrhoffen es una localidad y comuna francesa.

## Ubicación
Está situada en el departamento de Bajo Rin en la región de Alsacia.

## Demografía
| 557 | 522 | 513 | 508 | 516 | 630 |
| Para los censos de 1962 a 1999 la población legal corresponde a la población sin duplicidades (Fuente: INSEE [Consultar]) |     |     |     |     |     |

## Patrimonio
- cimenterio judío (1881)
- Palacio residencial de los señores de Niedheimer-Wasenbourg, siglo XVII.

## Personajes célebres
- Alexandre Weill (1811-1899), escritor afincado en París, relacionado con Maurice Heine, Gérard de Nerval y Victor Hugo